# Thomas Phillips (konstnär)

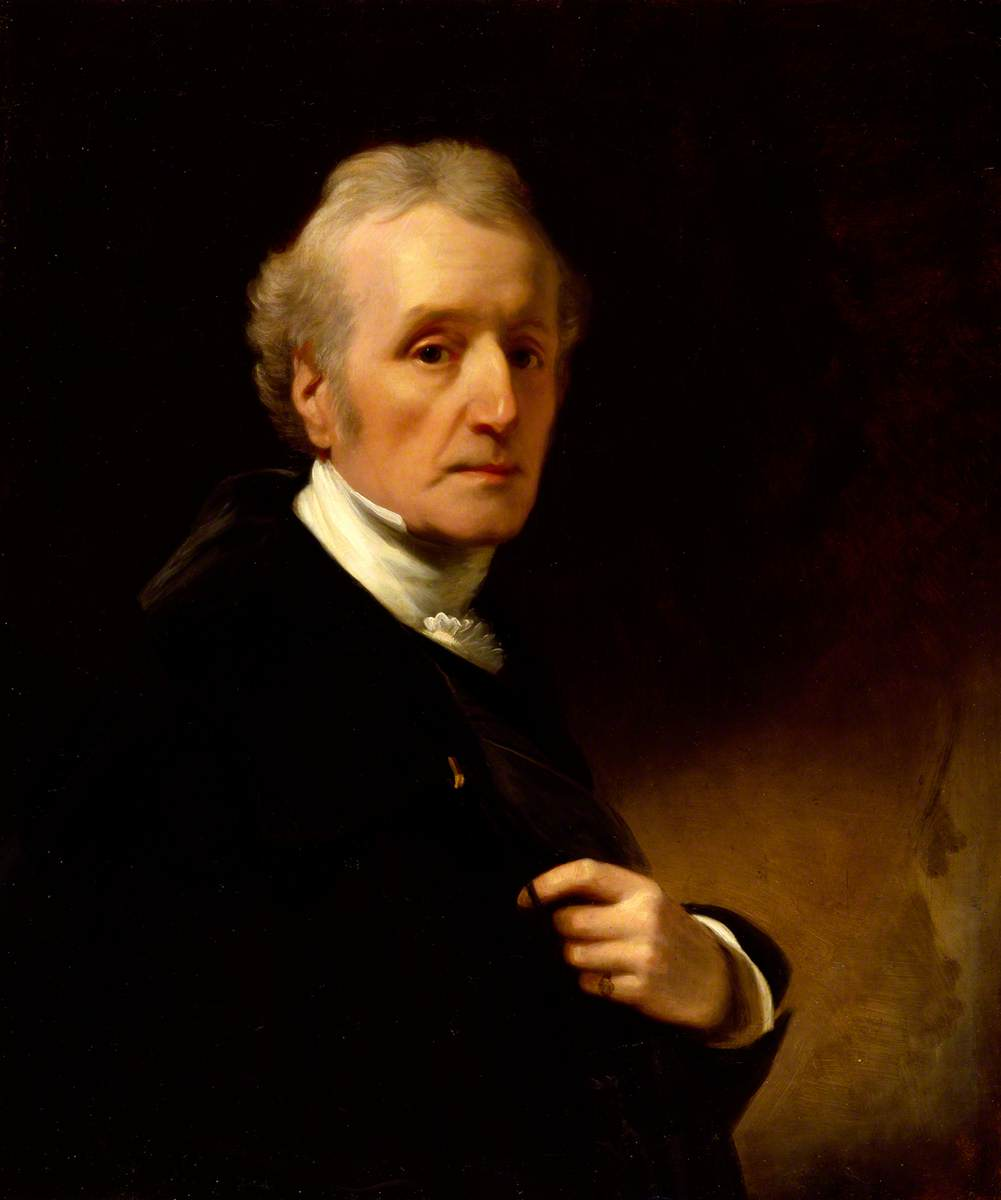
Thomas Phillips, självporträtt.

Thomas Phillips, född den 18 oktober 1770 i Dudley, Worcestershire, död den 20 april 1845 i London, var en engelsk målare. 
Phillips studerade glasmålning i Birmingham och kom 1790 till London, där han fick uppdraget att måla det praktfulla fönstret i Sankt Georgskapellet i Windsor. Därefter målade han historietavlor och porträtt. Han blev 1808 ledamot av akademien och 1825 professor i målning. Phillips författade Lectures on the history and principles of painting (1833). 